# Il canotto/Suona
Il canotto/Suona è un singolo del cantautore Gianni Davoli pubblicato nel 1969.

## Descrizione
Il 45 giri è stato pubblicato nel 1969 con la casa discografica Det. La prima traccia del disco intitolata Il canotto è stata presentata sempre nello stesso anno all'ottava edizione del Cantagiro ed è il più grande successo di Gianni Davoli inserito nell'album del 1969 Music formula 1. Tra le ballerine della coreografia erano presenti Paola Tedesco e Loredana Berte.

## Tracce
1. Il canotto - 2:09 (Gianni Davoli, Lorenzo Focolari)
2. Suona - 2:49 (Gianni Davoli, S. Trimarchi)